# U36B型柴油机车
U36B型柴油机车是美国通用电气公司于1969年推出的一款柴油机车，也是整个“通用”系列产品线当中功率最大的四轴柴油机车。这款机车是在U33B型柴油机车基础上发展而来的四轴柴油机车，型号当中的“U”代表“通用”系列、“36”代表单节功率为3600马力、“B”代表机车轴式为Bo-Bo。同级的后继产品为“Dash 7”系列的B36-7型柴油机车。
U36B型柴油机车采用底架承载的单司机室外走廊式车体结构。与U33B型柴油机车一样，这款机车也采用了压风式冷却以满足功率提升后的冷却需要，冷却室顶部安装有较大面积的散热器，而冷却风扇放在散热器下面，这种散热器布置形式还一直被以后的通用电气柴油机车所沿用。机车装用一台16气缸、四冲程、涡轮增压的FDL16型中速柴油机，额定功率为3600马力。传动系统采用交—直流电传动，柴油机直接驱动一台GTA-11型三相交流同步发电机，发出的三相交流电经硅二极管整流器整流为直流电后，供给六台并联的GE-752型串励直流牵引电动机。
由于当时美国的铁路公司倾向使用粘着性能较好的六轴柴油机车（例如同等功率的U36C型柴油机车），对四轴柴油机车的需求自1960年代末起大幅下降，因此U36B型柴油机车的销售情况亦不甚理想。从1969年1月投入批量生产到1974年12月停产为止，通用电气公司共生产了125台U36B型柴油机车，只有三家铁路公司购置了该型机车，包括海岸沿海铁路、联合铁路公司、汽车列车公司。尽管U36B型柴油机车的销售表现欠佳，但它实际上在美国鐵路迷群体当中颇负盛名，原因是它曾经用来牵引美国最初的人車同行汽车载运列车。汽车列车公司于1971年开始经营来往弗吉尼亚州洛頓和佛罗里达州桑福德的人车同行列车服务，至1983年以后由美铁以汽车列车为名接手经营。

## 参看
- U33B型柴油机车
- U36C型柴油机车
- B36-7型柴油机车